# Сечовипускний канал
Сечовипускний канал[джерело?], сечівни́к, уре́тра (лат. urethra) — непарний порожнистий орган хребетних тварин, що слугує для виведення сечі з організму. Сполучає сечовий міхур з зовнішнім середовищем.

## У людини

### Чоловіча уретра

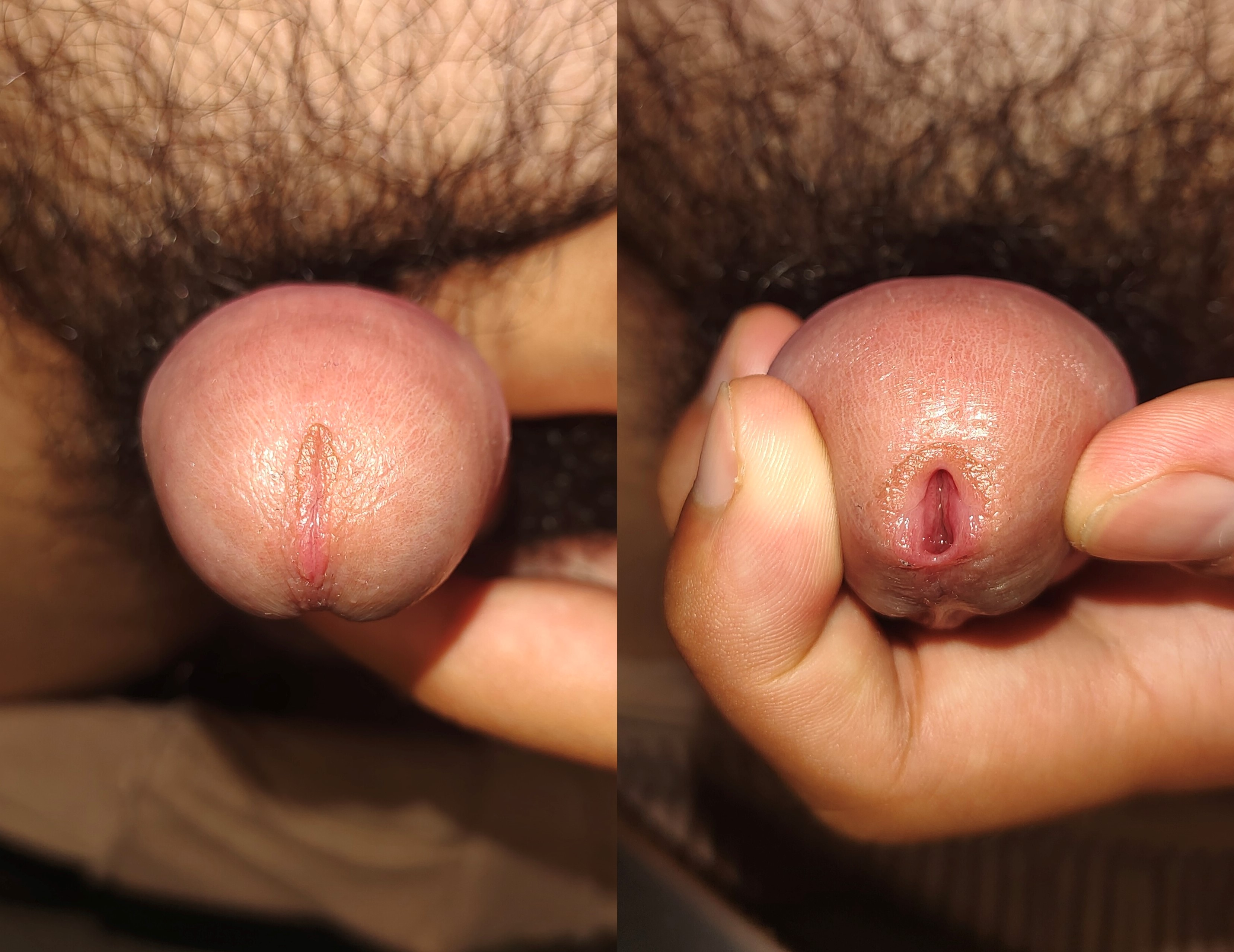
Вічко сечівника на статевому члені розтягнуто пальцями на правій фотографії

Чоловічий сечівник має форму трубки довжиною 18-20 см. Починається від сечового міхура внутрішнім отвором і закінчується на верхівці голівки пеніса зовнішнім вічком. Уретра в чоловіків умовно поділена на три частини:
- передміхурову чи простатичну (2,5-3 см завдовжки, лат. pars prostatica),
- перетинчасту (1-2 см завдовжки, лат. pars membranacea),
- губчасту (найдовша — 15-20 см, лат. pars spongiosa).[1]

По всій своїй довжині сечівник має неоднаковий діаметр: присутні розширення і звуження. Перше розташоване біля виходу його з міхура, друге — при переході через сечостатеву діафрагму, третє — біля зовнішнього отвору. Розширень також три: у простатичній частині, у цибулинній і в кінці, де розташована човноподібна ямка. Зовнішній отвір знаходиться на голівці статевого члена і має форму щілини.

### Жіноча уретра

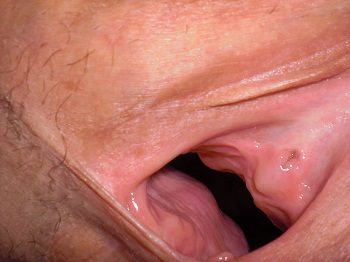
Отвір сечівника над вагінальним отвором

Сечовипускний канал у жінок має довжину 3–4 см, просвіт його розтягується до 1 см і більше. Зовнішній отвір сечовипускного каналу має круглу, напівмісячну або зірчасту форму, розташований він у вульві, на 2–3 см нижче голівки клітора. Сечовипускний канал по всій своїй довжині з'єднаний з передньою вагінальною стінкою. Поряд з сечовипускним каналом з обох боків є зовнішні отвори парауретральних залоз, довжина яких становить 1–2 см. У цих утвореннях виробляється секрет, який зволожує та захищає ділянку зовнішнього отвору сечовипускного каналу, особливо під час статевого акту.